# Панамериканский чемпионат по самбо 1979
Панамериканский чемпионат по самбо 1979 года проводился под эгидой ФИЛА в Сан-Диего, штат Калифорния, США, 29–31 августа, в рамках Панамериканского чемпионата по борьбе. Соревнования начались сразу после окончания проходившего там же Чемпионата мира по борьбе. Квалификационные национальные турниры, на которых разыгрывались путёвки на чемпионат, прошли в июне. Сборная США финишировала с 8 золотыми и 2 серебряными медалями. Большинство участников были либо дзюдоистами, либо борцами вольного стиля. В чемпионате по приглашению Боба Андерсона участвовал бразильский спортсмен Роллс Грейси, представитель бразильского джиу-джитсу, взявший две золотые медали.

## Медалисты
| Весовая категория | Золото                  | Серебро | Бронза |
| ----------------- | ----------------------- | ------- | ------ |
| до 48 кг          | США                     |         |        |
| до 52 кг          | Эд Кнехт · США          |         |        |
| до 57 кг          | Стивен Сирой · США      |         |        |
| до 62 кг          | Кацудзи Нерио · США     |         |        |
| до 68 кг          | Роллс Грейси · Бразилия |         |        |
| до 74 кг          | США                     |         |        |
| до 82 кг          | США                     |         |        |
| до 90 кг          | США                     |         |        |
| до 100 кг         | Боб Андерсон · США      |         |        |
| свыше 100 кг      | США                     |         |        |
| абсолютная        | Роллс Грейси · Бразилия |         |        |

## Командный зачёт
*   Принимающая страна (США)
| Место          | Страна         | Золото | Серебро | Бронза | Всего |
| -------------- | -------------- | ------ | ------- | ------ | ----- |
| 1              | США            | 8      | 2       | 0      | 10    |
| 2              | Бразилия       | 2      | 0       | 0      | 2     |
| Всего стран: 2 | Всего стран: 2 | 10     | 2       | 0      | 12    |